# Nuéjouls
Die Nuéjouls ist ein rechter Nebenfluss des Dourdou de Camarès im Einzugsgebiet des Tarn in der Region Okzitanien in Frankreich.

## Flusslauf
Die Nuéjouls verläuft im Département Aveyron. Sie entspringt in den nördlichen Ausläufern der Montagne de Marcou, im Gemeindegebiet von Mélagues, entwässert in mehreren großen Schleifen zunächst Richtung Nord, später nach Westen durch den Regionalen Naturpark Grands Causses und mündet nach 31 Kilometern an der Gemeindegrenze von Fayet und Sylvanès in den Dourdou de Camarès.

## Orte am Fluss
(Reihenfolge in Fließrichtung)
- Saint Pierre des Cats, Gemeinde Mélagues
- Labiras, Gemeinde Mélagues
- Tauriac-de-Camarès
- La Roque, Gemeinde Fayet
- Fayet

## Sehenswürdigkeiten
- Château de Laroque, Schloss aus dem 16. Jahrhundert am Ufer des Flusses im Gemeindegebiet von Fayet (Monument inscrit)[4]
- Château de Fayet, Schloss an der Mündung Flusses im Gemeindegebiet von Fayet mit sehenswertem Brunnen aus dem 16. Jahrhundert (Monument historique)[5]